# Frie Socialdemokrater
De Frie Socialdemokrater var et dansk politisk parti, der især var aktivt i de første år af 1920'erne. De Frie Socialdemokrater synes stiftet eller videreført med en navneforandring i slutningen af 1919 af de medlemmer af Det Uafhængige Socialdemokrati, der ikke ønskede efter konferencen d. 9. november 1919 at blive en del af det nydannede Danmarks Venstresocialistiske Parti. Blandt stifterne af Frie Socialdemokrater var togbetjent senere postpakmester H. N. Krogsager, der i 1918-1919 havde været et ledende medlem af Det Uafhængige Socialdemokrati, men Krogsagers nationale holdning kom i stigende grad til at stå i modsætning til den bolsjevistiske linje, som kom til at præge Det Uafhængige Socialdemokrati i 1919. Krogsager blev formand for De Frie Socialdemokrater efter navneforandringen/partistiftelsen i slutningen af 1919 eller begyndelsen af 1920.
Emil Marott, der fra 1903 til 1920 havde siddet i Folketinget for Socialdemokraterne, tilsluttede sig De Frie Socialdemokrater i 1920 efter at han samme år havde sluttet sig til oppositionen i det sønderjyske spørgsmål og derfor var blevet ekskluderet af sit gamle parti.
Marott repræsenterede således ganske kortvarigt De Frie Socialdemokrater i Folketinget frem til folketingsvalget i april 1920.

## Valgopstilling
De Frie Socialdemokrater stillede op ved de tre valg, der blev afholdt i 1920, men opnåede ikke valg til Folketinget.

### Byrådsvalg
Ved byrådsvalget i 1921 fik partiet en enkelt mand, telegrafformand P. Christensen, valgt ind i byrådet i Odense.
| Politisk parti | Spire Denne artikel om et politisk parti eller gruppe er en spire som bør udbygges. Du er velkommen til at hjælpe Wikipedia ved at udvide den. |